# ليه هووبر
ليه هووبر (بالإنجليزية: Les Hooper)‏ هو قائد فرقة ‏ وملحن وعازف جاز أمريكي، ولد في 27 فبراير 1940.

## وصلات خارجية
- ليه هووبر على موقع IMDb (الإنجليزية)
- ليه هووبر على موقع ميوزك برينز (الإنجليزية)
- ليه هووبر على موقع ديسكوغز (الإنجليزية)